# Екви

Поселення еквів у центральній Італії

Е́кви (лат. Aequi) — в давнину італьське плем'я на південному сході Лацію, яке заселяло долини Толена, Верхнього Аніену і західний берег Фуцинського озера між областями сабінян, латинян, марсів та герніків. У V і IV століттях до н. е. екви, часом в союзі з вольсками, вели безперервні війни з римлянами. У 304 р. до н. е. наприкінці другої Самнітської Війни їх область була завойована, причому, римляни взяли їх 41 невеликих містечок. У числі значніших міст згадуються Карсіоли і Альба Фуценція (пізніше приєднана до області марсів). Невелика частина області еквів була відома під ім'ям лат. Aequiculani, Aequiculi чи Aequicoli («Малі екви») і політично вважалася муніципією.